# Agence d'administration régionale
Une agence d'administration régionale (finnois : aluehallintovirasto, sigle AVI) est une  délégation nationale  assurant des services administratifs en Finlande . 
Elle est sous le contrôle du ministère des Finances de Finlande.

## Présentation
Ses responsabilités incluent les services de base, la protection juridique, la sécurité et la santé, les permis environnementaux ainsi que les activités éducatives et culturelles.
Six agences d'administration régionale, ainsi qu'une agence d'État pour Åland, ont été instituées le 1er janvier 2010.

## Les agences
| Agences d'administration régionale | Bureaux régionaux | Bureaux secondaires |  |
| --- | ----------------- | ------------------- |  |
| Agence d'administration régionale de la Finlande méridionale Uusimaa, Kanta-Häme, Päijät-Häme, Kymenlaakso, Carélie du Sud                                     | Hämeenlinna       | Helsinki, Kouvola   |  |
| Agence d'administration régionale du sud-ouest de la Finlande Finlande propre, Satakunta                                                                       | Turku             | Mariehamn           |  |
| Agence d'administration régionale de la Finlande occidentale et intérieure Pirkanmaa, Finlande centrale, Ostrobotnie du Sud, Ostrobotnie centrale, Ostrobotnie | Vaasa             | Tampere, Jyväskylä  |  |
| Agence d'administration régionale de la Finlande orientale Savonie du Sud, Savonie du Nord, Carélie du Nord                                                    | Mikkeli           | Kuopio, Joensuu     |  |
| Agence d'administration régionale du nord de la Finlande Ostrobotnie du Nord, Kainuu                                                                           | Oulu              |                     |  |
| Agence d'administration régionale de la Laponie Laponie | Rovaniemi         |                     |  |
| Agence d'État d'Åland Åland | Mariehamn         |                     |  |